# クローパニ
クローパニ（イタリア語: Cropani）は、イタリア共和国カラブリア州カタンザーロ県にある、人口約4,800人の基礎自治体（コムーネ）。

## 地理

### 位置・広がり

#### 隣接コムーネ
隣接するコムーネは以下の通り。
- アンダリ
- ボトリチェッロ
- チェルヴァ
- セッリーア・マリーナ
- セルサーレ